# Gitarrbyggare
Gitarrbyggare är en instrumentmakare som bygger gitarrer. En gitarrbyggare är i allmänhet specialiserad på antingen akustisk gitarr eller elgitarr. Ibland bygger gitarrbyggare även besläktade instrument, exempelvis José Ramirez III som skapade laudarran. 
Georg Bolin, som skapade altgitarren, och Karl-Erik Gummesson är berömda svenska byggare av akustiska gitarrer. Internationellt finns exempelvis Jimmy D'Aquisto. 
Viktiga gitarrbyggare inom elgitarren är Paul Barth, Leo Fender och Bill Lawrence. 

## Bildgalleri

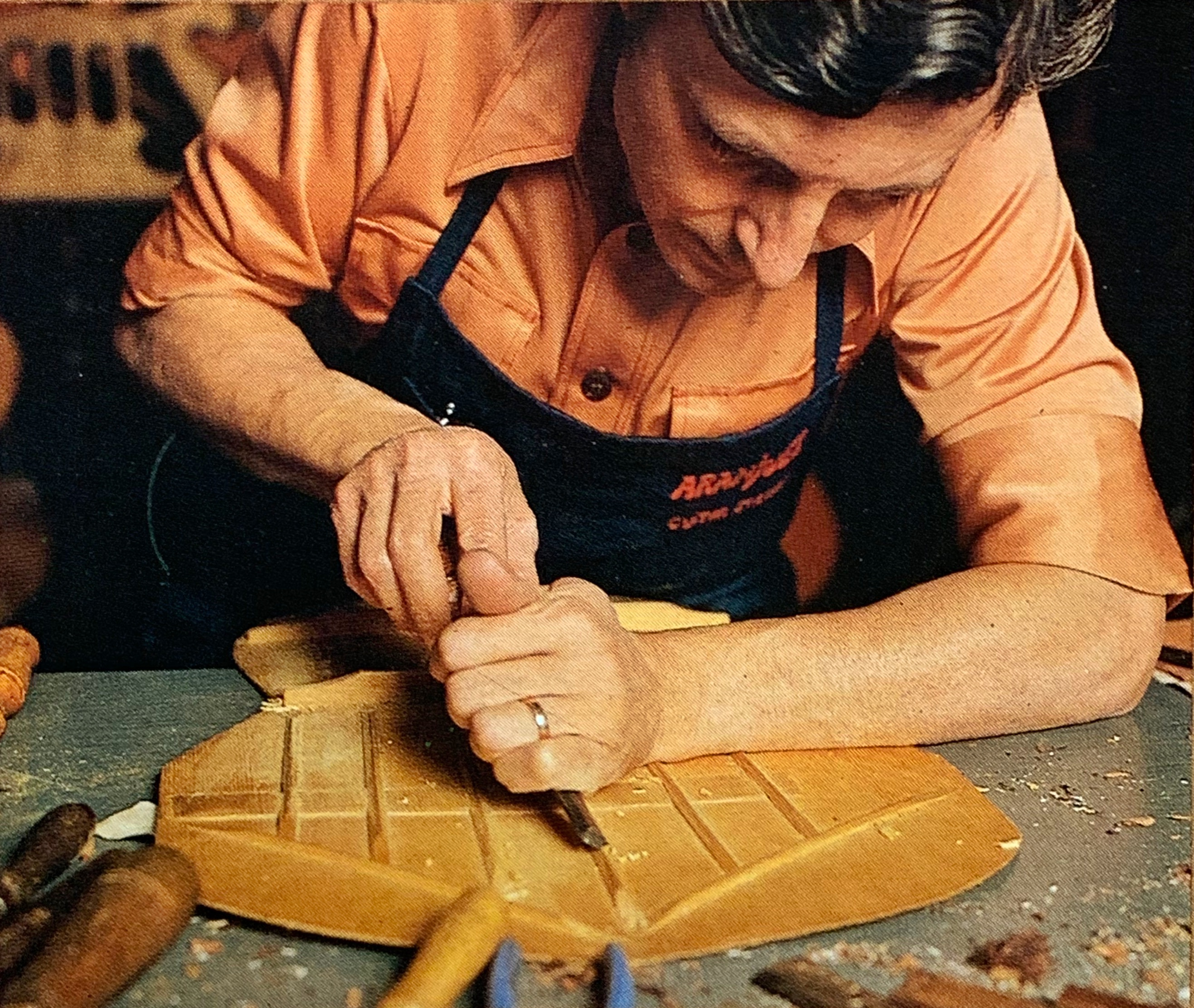
En gitarrbyggare.
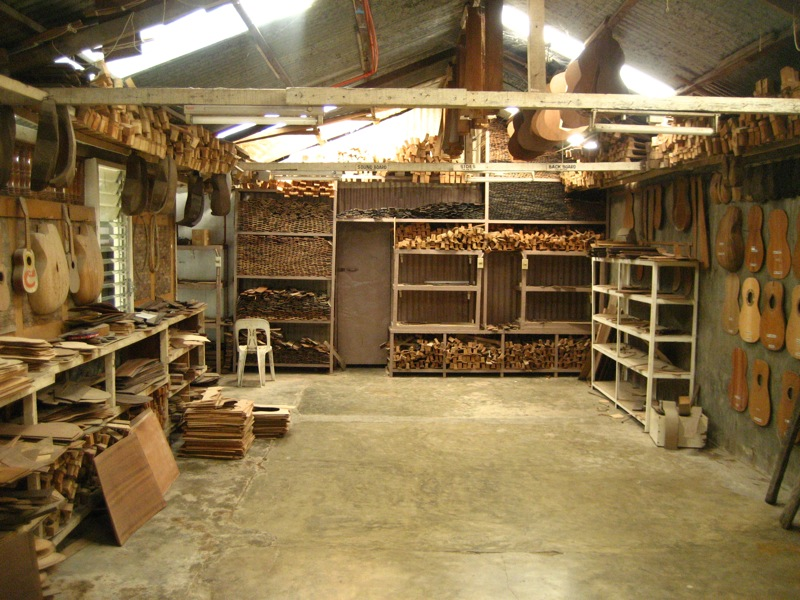
En gitarrverkstad.